# 브러시드 메탈

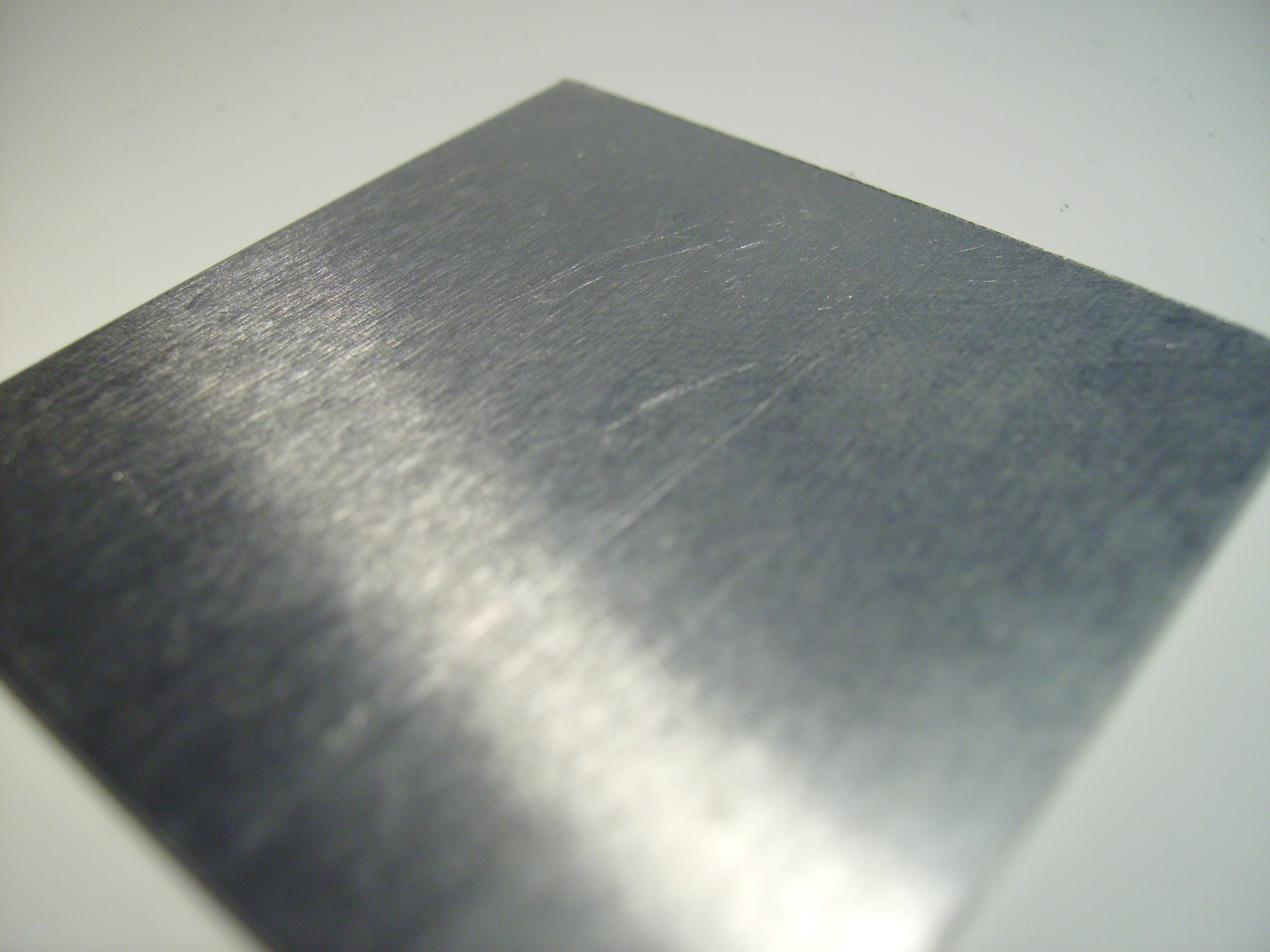
브러시드 메탈 조각.

브러시드 메탈(Brushed metal)은 단방향으로 광택 표면 처리를 한 금속이며, 120–180의 그릿 벨트 또는 그릿 휠을 사용해 연마 작업을 거친 뒤 80–120의 그릿 그리스리스 화합물 또는 중형의 부직 연삭 벨트 등을 사용해 연화 작업을 거쳐 완성한다.
주재료로 스테인리스강, 알루미늄, 니켈 등이 포함되며, 표면 조도는 0.5–1.5 마이크로미터 Ra 정도이다. 주로 소형 또는 대형의 가전제품, 건축물, 자동차 등에 사용되며, 브러시드 메탈이 사용된 대표적인 제품으로 게이트웨이 아치와 들로리언 DMC-12가 있다.